# Delray Beach Open 2022
Il Delray Beach Open 2022, conosciuto anche come Delray Beach Open by VITACOST.com per motivi di sponsorizzazione, è stato un torneo di tennis giocato sul cemento. È stata la 30ª edizione del Delray Beach Open, facente parte della categoria ATP Tour 250 nell'ambito dell'ATP Tour 2022. Si è giocato al Delray Beach Tennis Center di Delray Beach negli Stati Uniti dal 14 al 21 febbraio 2022.

## Partecipanti

### Teste di serie
| Nazionalità | Giocatore        | Ranking* | Testa di serie |
| ----------- | ---------------- | -------- | -------------- |
| Regno Unito | Cameron Norrie   | 13       | 1              |
| Stati Uniti | Reilly Opelka    | 23       | 2              |
| Bulgaria    | Grigor Dimitrov  | 25       | 3              |
| Stati Uniti | Tommy Paul       | 43       | 4              |
| Stati Uniti | Sebastian Korda  | 44       | 5              |
| Stati Uniti | Jenson Brooksby  | 54       | 6              |
| Francia     | Adrian Mannarino | 57       | 7              |
| Stati Uniti | Maxime Cressy    | 59       | 8              |

* Ranking aggiornato al 7 febbraio 2022.

### Altri partecipanti
I seguenti giocatori hanno ricevuto una wild card per il tabellone principale:
- Grigor Dimitrov
- Tommy Paul
- Jack Sock

I seguenti giocatori sono entrati in tabellone passando dalle qualificazioni:

- Liam Broady
- Denis Istomin
- Stefan Kozlov
- Mitchell Krueger

### Ritiri
Prima del torneo
- Jenson Brooksby → sostituito da  Emilio Gómez
- James Duckworth → sostituito da  Thanasi Kokkinakis
- Kei Nishikori → sostituito da  Steve Johnson
- Frances Tiafoe → sostituito da  Denis Kudla

## Partecipanti al doppio

### Teste di serie
| Nazione     | Giocatore            | Nazione     | Giocatore            | Ranking* | Testa di serie |
| ----------- | -------------------- | ----------- | -------------------- | -------- | -------------- |
| El Salvador | Marcelo Arévalo      | Paesi Bassi | Jean-Julien Rojer    | 65       | 1              |
| Stati Uniti | Austin Krajicek      | Monaco      | Hugo Nys             | 96       | 2              |
| Kazakistan  | Oleksandr Nedovjesov | Pakistan    | Aisam-ul-Haq Qureshi | 115      | 3              |
| Australia   | Luke Saville         | Australia   | John-Patrick Smith   | 115      | 4              |

* Ranking aggiornato al 7 febbraio 2022.

### Altri partecipanti
Le seguenti coppie hanno ricevuto una wildcard per il tabellone principale:
- Robert Galloway /  Alex Lawson
- Thanasi Kokkinakis /  Jordan Thompson

## Punti e montepremi
| Torneo              | V      | F      | SF     | QF     | 2T    | 1T    | Q    | Q2    | Q1    |
| Singolare           | 250    | 150    | 90     | 45     | 20    | 0     | 12   | 0     | 6     |
| Premi in denaro (€) | 30 840 | 22 780 | 16 390 | 11 100 | 7 445 | 5 000 | N.D. | 2 555 | 1 505 |
| Doppio              | 250    | 150    | 90     | 45     | N.D.  | 0     | N.D. | N.D.  | N.D.  |
| Premi in denaro (€) | 10 080 | 7 370  | 5 600  | 4 010  | N.D.  | 2 930 | N.D. | N.D.  | N.D.  |

## Campioni

### Singolare
Cameron Norrie ha sconfitto in finale  Reilly Opelka con il punteggio di 7-6(1), 7-6(4).
- È il terzo titolo in carriera per Norrie, il primo della stagione.

### Doppio
Marcelo Arévalo e  Jean-Julien Rojer hanno sconfitto in finale  Oleksandr Nedovjesov e  Aisam-ul-Haq Qureshi con il punteggio di 6-2, 6(5)-7, [10-4].